# Tajmuraz Frijev
Tajmuraz Frijev (Friaty) (* 16. září 1986) je původem ruský zápasník–volnostylař osetské národnosti, který od roku 2014 reprezentuje Španělsko.

## Sportovní kariéra
Zápasení se věnoval od 12 let v Beslanu pod vedením trenérů Totraze Arčegova a Elbruse Dudajeva. Později se přesunul do Vladikavkazu, kde se připravoval pod vedením Marika Tedejeva. V ruské volnostylařské reprezentaci se neprosazoval a neprosadil se ani v reprezentaci jiné postsovětské republiky. V roce 2010 ukončil sportovní kariéru a odjel s manželkou hledat práci do Španělska. Usadil se na předměstí Barcelony v Sant Adrià de Besòs a časem zde navštěvoval místní zápasnický klub. V klubu La Mina si ho všiml bývalý španělský reprezentant v zápase řecko-římském Juan Carlos Ramos a doporučil ho sportovním funkcionářům jako možného španělského reprezentanta. V prosince 2012 obdržel španělské občanství.
Od roku 2013 reprezentoval Španělsko v zápasu ve volném stylu ve váze do 86 (84) kg. V roce 2016 zariskoval, šel s vahou do nižší kategorie do 74 kg a druhým místem na květnové 2. světové olympijské kvalifikaci v Istanbulu se kvalifikoval na olympijské hry v Riu. V Riu prohrál v úvodním kole s Kubáncem Livánem Lópezem těsně 6:8 na technické body. Od roku 2017 se vrátil do váhové kategorie do 86 kg.

## Výsledky
| Olympijské hry     |    |   |   | — |   |   |   | — |     |     |     | úč. |     |    |    |  |  |  |  |  |  |  |
| Mistrovství světa  | —  | — | — |   | — | — | — |   | 5.  | úč. | úč. |     | úč. | 3. | 8. |  |  |  |  |  |  |  |
| Evropské hry       |    |   |   |   |   |   |   |   |     |     | úč. |     |     |    | 8. |  |  |  |  |  |  |  |
| Mistrovství Evropy | —  | — | — | — | — | — | — | — | úč. | úč. | úč. | —   | úč. | 8. | 7. |  |  |  |  |  |  |  |
| MS juniorů         | —  | — |   |   |   |   |   |   |     |     |     |     |     |    |    |  |  |  |  |  |  |  |
| ME juniorů         | 3. | — |   |   |   |   |   |   |     |     |     |     |     |    |    |  |  |  |  |  |  |  |